# Meitetsu Heisaka-Zweiglinie
| Haltepunkt Hatsuka (1916) |                           |                          |                         |
| Streckenlänge: | 4,5 km                    |                          |                         |
| Spurweite: | 1067 mm (Kapspur)         |                          |                         |
| Stromsystem: | 600 V =                   |                          |                         |
| Zweigleisigkeit: | nein                      |                          |                         |
| |                           |                          |                         |
| Gesellschaft: | Meitetsu (Nagoya Tetsudō) |                          |                         |
| \| \| \| ↑ alte Nishio-Linie \| \| \| \| \| ← Meitetsu Nishio-Linie \| \| \| \| \| Nishioguchi (西尾口) \| \| \| \| 0,0 \| Nishio (西尾) \| 1928– \| \| \| (0,6) \| Nishio \| 1911–1928 \| \| \| \| \| \| \| \| \| Meitetsu Nishio-Linie \| \| \| \| 1,8 \| Sumizaki (住崎) \| 1929–1960 \| \| \| 2,9 \| Hatsuka (羽塚) \| 1914–1944 \| \| \| \| Meitetsu Mikawa-Linie \| 1926–2004 \| \| \| 3,9 \| Heisakaguchi (平坂口) \| 1914–1960 \| \| \| 4,5 \| Minatomae (港前) \| 1914–1960 \| \| \| 4,7 \| Heisaka Rinkō (平坂臨港) \| 1914–1916 \| |                           |                          |                         |
| Strecke (außer Betrieb) |                           | ↑ alte Nishio-Linie      | ↑ alte Nishio-Linie     |
| Strecke (außer Betrieb) |                           | ← Meitetsu Nishio-Linie  | ← Meitetsu Nishio-Linie |
| Kreuzung (Strecke geradeaus außer Betrieb) · Haltepunkt / Haltestelle |                           | Nishioguchi (西尾口)     | Nishioguchi (西尾口)    |
| Bahnhof | 0,0                       | Nishio (西尾)            | 1928–                   |
| Bahnhof (Strecke außer Betrieb) · Strecke | (0,6)                     | Nishio                   | 1911–1928               |
| Abzweig geradeaus und von links (Strecke außer Betrieb) · Abzweig geradeaus und ehemals nach rechts |                           |                          |                         |
| Abzweig geradeaus und nach links (Strecke außer Betrieb) · Abzweig ehemals quer und nach links |                           | Meitetsu Nishio-Linie    | Meitetsu Nishio-Linie   |
| Haltepunkt / Haltestelle (Strecke außer Betrieb) | 1,8                       | Sumizaki (住崎)          | 1929–1960               |
| Haltepunkt / Haltestelle (Strecke außer Betrieb) | 2,9                       | Hatsuka (羽塚)           | 1914–1944               |
| Kreuzung geradeaus unten (Strecken außer Betrieb) |                           | Meitetsu Mikawa-Linie    | 1926–2004               |
| Haltepunkt / Haltestelle (Strecke außer Betrieb) | 3,9                       | Heisakaguchi (平坂口)    | 1914–1960               |
| Bahnhof (Strecke außer Betrieb) | 4,5                       | Minatomae (港前)         | 1914–1960               |
| Betriebs-/Güterbahnhof Streckenende (Strecke außer Betrieb) | 4,7                       | Heisaka Rinkō (平坂臨港) | 1914–1916               |

Die Meitetsu Heisaka-Zweiglinie (jap. 名鉄平坂支線, Meitetsu Heisaka-shisen) war eine Eisenbahnstrecke in der Präfektur Aichi in Japan. Sie war von 1914 bis 1960 in Betrieb, gehörte der Bahngesellschaft Meitetsu und war eine Zweigstrecke der Meitetsu Nishio-Linie.

## Streckenbeschreibung
Die 4,5 km lange Strecke war in Kapspur (1067 mm) verlegt, eingleisig und mit 600 V Gleichspannung elektrifiziert. Sie begann am Bahnhof Nishio, wo sie von der Meitetsu Nishio-Linie abzweigte. In westlicher Richtung führte sie durch die landwirtschaftlich genutzte Küstenebene der Mikawa-Bucht, kreuzte die Meitetsu Mikawa-Linie und endete in Minatomae. In den ersten Jahren führte sie rund 200 Meter weiter zu einem Schiffsanleger an einem Seitenkanal des Yahagi.

## Geschichte
Die Bahngesellschaft Nishio Tetsudō eröffnete am 30. Oktober 1914 die Strecke zwischen Nishio und Heisaka Rinkō. Es handelte sich um eine dampfbetriebene Kleinbahn mit einer Spurweite von 762 mm, die in Nishio von der drei Jahre zuvor errichteten Kleinbahn nach Okazaki abzweigte (ältere Teilstrecke der heutigen Meitetsu Nishio-Linie). Der nur für den Güterverkehr genutzte Endbahnhof Heisaka Rinkō wurde bereits am 5. Oktober 1916 wieder stillgelegt, so dass sich die Strecke um 0,2 km verkürzte und nun in Minatomae endete. Ab 1926 war die Strecke im Besitz der Aichi Denki Tetsudō (Aiden), die daraufhin ein Modernisierungsprogramm durchführte. Es umfasste die Verlegung des Bahnhofs Nishio an den heutigen Standort, die Umspurung der Zweigstrecke auf 1067 mm und ihre Elektrifizierung. Die entsprechenden Arbeiten waren am 1. Oktober 1928 abgeschlossen.
1935 fusionierte die Aiden mit der Meigi Tetsudō zur Meitetsu. Während des Pazifikkriegs hatte die Heisaka-Zweiglinie eine gewisse Bedeutung als Zubringer zu mehreren Munitionsfabriken. Als die Meitetsu die Oberleitungsspannung der Nishio-Linie auf 1500 V erhöhte, betrachtete sie dieselbe Maßnahme für die Zweiglinie nicht für sinnvoll, weshalb sie die Strecke am 27. März 1960 stilllegte und durch eine Buslinie ersetzte.

## Liste der Bahnhöfe
| Name                | km  | Anschlusslinien       | Lage   |
| ------------------- | --- | --------------------- | ------ |
| Nishio (西尾)       | 0,0 | Meitetsu Nishio-Linie | Koord. |
| Sumizaki (住崎)     | 1,8 |                       | Koord. |
| Hatsuka (羽塚)      | 2,9 |                       | Koord. |
| Heisakaguchi (住崎) | 3,9 |                       | Koord. |
| Minatomae (港前)    | 4,5 |                       | Koord. |